# Hưng Trung
Hưng Trung là một xã thuộc huyện Hưng Nguyên, tỉnh Nghệ An, Việt Nam.

## Địa lý
Xã Hưng Trung có diện tích 9,66 km², dân số năm 1999 là 8.224 người, mật độ dân số đạt 851 người/km².
Xã này nằm bên tuyến kênh Nhà Lê, là tuyến đường thủy đầu tiên trong lịch sử Việt Nam từ kinh đô Hoa Lư đến Đèo Ngang và được xem là tuyến đường Hồ Chí Minh trên sông vì những đóng góp cho các cuộc chiến tranh của người Việt.

## Hành chính
Xã Hưng Trung được chia thành 6 làng:
1. Làng Bùi Ngọa (trung tâm)
2. Làng Bùi Chu
3. Làng Tùng
4. Làng Bùi (Vạn Hồng)
5. Làng Thanh Phong
6. Làng Ngã Ba

## Văn hóa - Du lịch
1. Nhà thờ Giáo xứ Bùi Ngọa
2. Chùa Bùi Ngọa
3. Khu vực Nguyệt Liên (là nơi ở đầu tiên của Danh Nhân Nguyễn Trường Tộ)
4. Đền Đinh Bạt Tụy
5. Bia mộ Nguyễn Trường Tộ
6. Đình Bùi Ngọa
7. Nhà thờ Họ Nguyễn Văn
8. Nhà thờ giáo họ Làng Tùng
9. Nhà thờ Giáo họ Thanh Phong
10. Nhà thờ Giáo họ Ngã Ba
11. Nhà thờ Giáo họ Bùi Chu.

Bài thơ :
KHẮC HỌA XÃ HƯNG TRUNG 
Quê tôi gian khổ, thủy chung 
Ai qua mãi nhớ, Hưng Trung, Chợ Cầu
Thôn quê nông nghiệp làm đầu
Khi úng khi hạn,ai cầu được đâu
Tùng Hoang,Tùng Bến, ngập sâu
Mỗi lần mưa đến là đâu thấy bờ
Bao nhiêu đồng ruộng bơ vơ
Lụt đến là hết, đợi chờ trâu sang
Quê tôi gồm có sáu làng
Bùi Ngọa là gốc là chàng chở che
Làng Tùng, ai chẳng giám chê
Lắm nghề, chịu khó, ai về làm dâu
Xưa chanh nhiều nhất ở đâu?
Thanh Phong vô địch, đứng đầu xã ta
Ven sông làng nhỏ, Ngã Ba
Một con đò bé, đậm đà tình xưa
Bán buôn chẳng kể sớm trưa
Bùi Chu, sông chợ, nắng mưa, mặc người
Vạn Hồng, đôi chốn đôi nơi
Bùi Thượng, Bùi Hạ, đời đời bên nhau
Quê mình nổi tiếng thơm lâu
Hai ông Tộ,Tụy đứng đầu rạng danh
Trái thơm, trái ngọt cả cành
Cha ông đi trước, xuất hành đời sau
Hỡi ai dù ở nơi đâu !
Là con đất mẹ, nhớ câu ân tình
Muôn vàn tình nghĩa đẹp xinh
Hưng Trung trong bạn, trong mình thiết tha.
```
    Tác giả:Cay Senhong
```

## Danh nhân
- Nguyễn Trường Tộ là người làng Bùi Chu,hiện nay tại làng Bùi Chu còn có Lăng Mộ Nguyễn Trường Tộ
- Đinh Bạt Tụy: quan nhà Lê Trung hưng là người làng Bùi Ngọa, hiện nay tại địa phương còn có đền thờ Đinh Bạt Tụy